# Spvgg Mössingen
Die Sportvereinigung Mössingen 1904 e. V. (kurz Spvgg Mössingen) ist ein deutscher Sportverein mit Sitz in der baden-württembergischen Stadt Mössingen im Landkreis Tübingen.

## Geschichte

### Gründung bis Zweiter Weltkrieg
Die Gründung der Abteilung im Turnverein Mössingen geht auf das Jahr 1926 zurück, zuvor gab es innerhalb des Vereins aber auch schon Mitglieder, die ohne Abteilung Fußball gespielt hatten. Einige Zeit danach beteiligte sich der Verein an den Spielrunden des Arbeiter-Sportbundes. Da die Mitglieder der Fußball-Abteilung jedoch immer weniger auch bei den Turnern aktiv waren, spalteten sie sich ab und schlossen sich 1927 der Turngemeinde an. Damit nahm man nun an den Spielen der Deutschen Turnerschaft teil. Nicht lange danach trat man dann dem Süddeutschen Fußballverband bei. Aufgrund von Schwierigkeiten zwischen den beiden Verbänden gründeten die Fußballer mit dem VfR im Jahr 1932 einen eigenen Verein.
Innerhalb des noch bestehenden ATSV gab es ab 1929 auch wieder eine Fußball-Abteilung. Nachdem dieser Verein infolge der Machtergreifung der Nationalsozialisten aufgelöst worden war, gab es mit dem VfR aber wieder nur einen Verein, der die Sportart betrieb. In dieser Zeit spielte die erste Mannschaft in der A-Klasse. Nach dem Ausbruch des Zweiten Weltkriegs konnte der Spielbetrieb dann noch bis 1940 aufrechterhalten werden, bevor dieser für einige Jahre auch komplett eingestellt wurde.

### Nachkriegszeit
Nach dem Ende des Krieges gelang es bereits im Jahr 1945, eine lose Fußballmannschaft auf den Weg zu bringen. Am 15. August 1946 konnte sich nach Erlaubnis der französischen Militärregierung mit der bis heute existierenden Sportvereinigung ein neuer Verein gründen. Für die Saison 1946/47 wurde die Mannschaft der Bezirksklasse zugeteilt. Am Ende der Spielzeit stand die Mannschaft mit 106:40 Toren und 41:11 Punkten auf dem ersten Platz und stieg nach einem Entscheidungsspiel gegen den SV Gosheim in die zu dieser Zeit zweitklassige Landesliga Südwürttemberg auf. Mit 13:31 Punkten beendete die Mannschaft die Saison 1947/48 dort dann auf dem 10. Platz der Gruppe Nord. Die Spielzeit 1948/49 brachte mit 12:28 Punkten dann jedoch nur noch den 12. und damit letzten Platz der Gruppe, jedoch musste das Team nicht absteigen. Die letzte Saison 1949/50 in der Landesliga endete mit 23:21 Punkten dann noch einmal auf dem siebten Platz. Danach wurden die Spielklassen neu eingeteilt und die Mannschaft in die nun viertklassige 2. Amateurliga eingeordnet.
Dort konnte sich der Verein dann noch drei Jahre halten, musste danach aber auch absteigen. Zwar gelang zur Saison 1963/94 wieder der Aufstieg in die 2. Amateurliga, jedoch musste man bereits nach einer Spielzeit wieder absteigen. Nachdem es in der Saison 1964/65 bereits wieder mit dem zweiten Platz in der A-Klasse klappen sollte, gelang in der Folgesaison dann auch schon wieder die Meisterschaft und der Wiederaufstieg in die 2. Amateurliga. Bis auf eine Abstinenz in der Saison 1969/70 gehörte die erste Mannschaft nun bis zur Auflösung der Spielklasse nach der Saison 1977/78 der Liga an. Danach ging es für den Verein in die Landesliga, er musste im Anschluss an die Premieren-Saison jedoch direkt weiter in die Bezirksliga absteigen.
Darauf folgten viele Jahre Abstiegskampf, der die Mannschaft nach der Saison 1987/88 in die Kreisliga A und ein paar Jahre später weiter in die Kreisliga B brachte. Nach einigen Jahren der Umstrukturierung gelang es 1993, in die Kreisliga A zurückzukehren. Im Folgejahr gelang sofort der Aufstieg in die Bezirksliga. 2005 stieg man als Bezirksligazweiter in die Landesliga Württemberg auf, nach dem Abstieg 2007 gelang 2012 als Meister erneut der Landesligaaufstieg. Nach dem Landesligaabstieg als Tabellenletzter 2016, folgte 2018 als Tabellenletzter auch der Abstieg aus der Bezirksliga Alb. Auch in der Kreisliga A konnte man sich nicht halten und wurde 2019 in die Kreisliga B durchgereicht. 2022 stieg man aus der Kreisliga B als Vizemeister wieder auf, 2023 ging man mit dem Lokalrivalen TV Belsen eine Spielgemeinschaft ein.